# 冯应琨
冯应琨（1908年12月4日—1992年9月28日），广东广州人。中华人民共和国医学家。

## 生平
1932年，毕业于燕京大学毕业。1936年，毕业于北平协和医学院，获美国纽约州立大学医学博士学位，后留校任住院医师、主治医师。1949年回国，历任北京友谊医院神经精神科主任，北京协和医院神经精神科主任，是癫痫病等神经疾病专家。

## 著作
编著有《临床脑电图学》、《脑电图图谱》。